# Weiditz (Königsfeld)
Weiditz ist ein Ortsteil der Gemeinde Königsfeld im sächsischen Landkreis Mittelsachsen. Er wurde am 1. Juli 1965 nach Schwarzbach eingemeindet, mit dem er am 1. Januar 1994 zur Gemeinde Königsfeld kam.

## Geografie

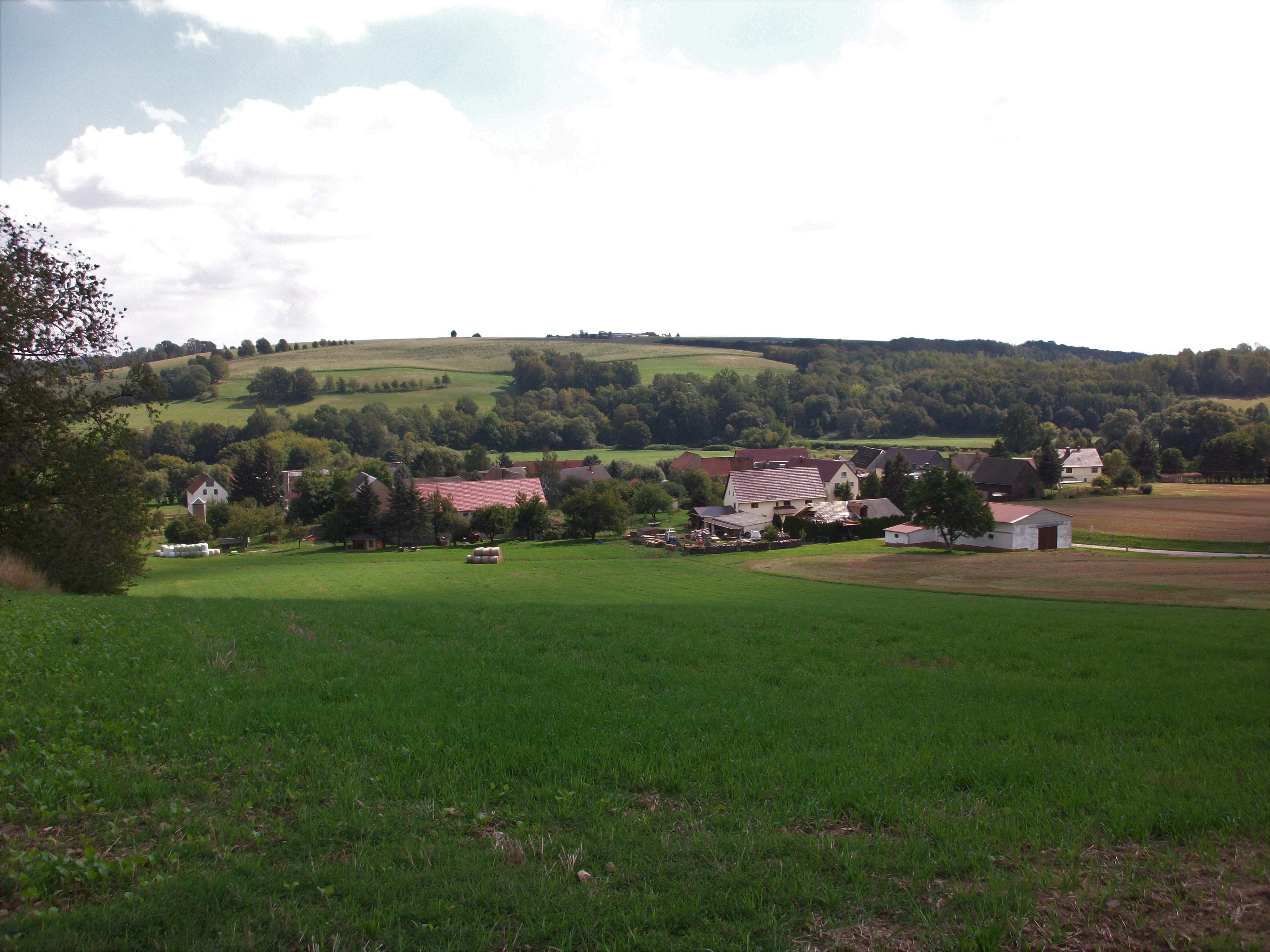
Blick auf Weiditz

### Geografische Lage und Verkehr
Weiditz befindet sich nordöstlich des Hauptorts Königsfeld und nördlich der Mündung des Erlsbach in die Zwickauer Mulde, welche im Osten an Weiditz vorbeifließt. Die Talsperre Königsfeld befindet sich westlich des Orts. 

### Nachbarorte
| Schwarzbach | Seupahn mit Kleinseupahn                    |         |
| Doberenz    | Kompassrose, die auf Nachbargemeinden zeigt | Kralapp |
|             | Rochlitz                                    | Penna   |

## Geschichte
Das Platzdorf Weiditz wurde im Jahr 1290 als Widycz erwähnt. Bezüglich der Grundherrschaft unterstand der Ort bis ins 19. Jahrhundert dem Rittergut Königsfeld. Kirchlich ist Weiditz seit jeher nach Rochlitz gepfarrt. Weiditz gehörte bis 1856 zum kursächsischen bzw. königlich-sächsischen Amt Rochlitz. Bei den im 19. Jahrhundert im Königreich Sachsen durchgeführten Verwaltungsreformen wurden die Ämter aufgelöst. Dadurch kam Weiditz im Jahr 1856 unter die Verwaltung des Gerichtsamts Rochlitz und 1875 an die neu gegründete Amtshauptmannschaft Rochlitz.
Durch die zweite Kreisreform in der DDR im Jahr 1952 wurde Weiditz dem Kreis Rochlitz im Bezirk Chemnitz (1953 in Bezirk Karl-Marx-Stadt umbenannt) angegliedert. Am 1. Juli 1965 erfolgte die Eingemeindung von Weiditz nach Schwarzbach. Im Jahr 1990 kam Weiditz zum sächsischen Landkreis Rochlitz, der 1994 im Landkreis Mittweida bzw. 2008 im Landkreis Mittelsachsen aufging. Durch die Eingemeindung von Schwarzbach nach Königsfeld wurde Weiditz am 1. Januar 1994 ein Ortsteil der Gemeinde Königsfeld.